# Смерть Израилю
«Смерть Израилю» (перс. مرگ بر اسرائیل‎; араб. الموت لإسرائيل‎; ивр. מוות לישראל‎; также «Долой Израиль») — политический лозунг, получивший широкое распространение в Иране, особенно в контексте государственных мероприятий и официальных средств массовой информации, отражая антиизраильские взгляды, закрепившиеся в иранской политике после Исламской революции 1979 года, и являясь центральным элементом провозглашённого Ираном курса на уничтожение Израиля. Лозунг присутствует в Иране на любых политических мероприятиях, даже если их тема не связана с еврейским государством.
Лозунг используется связанными с Ираном исламистскими вооружёнными группировками: «Хезболлой» в Ливане и хуситами в Йемене, а также в Ираке. Он употребляется среди антисионистских и пропалестинских активистов США и Мексики, а также в парламенте Турции.

## Предыстория
Сообщения о призывах к уничтожению Израиля поступают со времён создания Государства Израиль в 1948 году. В годы, предшествующие Шестидневной войне 1967 года, президент Египта Гамаль Абдель Насер также призывал к аннулированию существования Израиля как решения израильско-палестинского конфликта, ассоциируя Израиль с европейским империализмом. В 1964 году он сказал: 

Мы клянёмся Богом, что не успокоимся, пока не вернём арабскую нацию Палестине и Палестину арабской нации. Нет места империализму и нет места Британии в нашей стране, так же как нет места Израилю в арабской нации

## Иран

### На государственном уровне
«Смерть Израилю», наряду со «Смерть Америке», на протяжении более четверти века является одним из самых распространённых и универсальных лозунгов в официальном Иране. В устной форме эти лозунги служат самым популярным способом выражения одобрения в официальном Иране и часто прививаются гражданам в молодом возрасте, глубоко укореняясь в их сознании.
Призывы к уничтожению Государства Израиль как политического образования делались в официальных заявлениях, речах, уставах или публичных выступлениях, и сопровождались стремлением к такому уничтожению посредством военных, политических или идеологических действий.
Этот лозунг использовался в атмосфере Исламского консультативного совета Ирана. В фильме, выпущенном после ракетных учений Ирана во время президентства Махмуда Ахмадинежада, лозунг «Смерть Израилю» был написан на баллистических ракетах, которые были выпущены по макетам.

### Употребление во время хаджа
Ежегодно иранские мусульманские паломники скандируют лозунг «Смерть Израилю» во время ритуалов хаджа и церемонии отречения от многобожников.

### Употребление в День Аль-Кудс
Во время Дня Аль-Кудс, ежегодного пропалестинского мероприятия, проводимого в Иране и других странах, митинги и марши часто сопровождаются скандированием «Смерть Израилю, Смерть Америке». Выкрикивание лозунга часто сопровождается сожжением израильского флага, а иранцам запрещено общаться с израильтянами, чтобы не попасть в тюрьму.

## Движение хуситов
Лозунг хуситов, шиитской вооружённой группировки в Йемене, которую также поддерживает Иран, звучит так: «Аллах велик, смерть Америке, смерть Израилю, проклятие евреям, победа исламу».

## «Хезболла» в Ливане
Лозунг «Смерть Израилю» также используется исламистской вооружённой группировкой «Хезболла» в Ливане.

## В других странах
Элементы пропалестинского дискурса также описываются как призывы к уничтожению Израиля, включая лозунги, бойкоты, предложения по созданию единого государства и призывы к праву палестинцев на возвращение. Например, Федеральное ведомство Германии по охране конституции описало учредительный манифест BDS 2005 года, призывающий к прекращению «оккупации и колонизации всех арабских земель», как прямое требование «прекращения существования Израиля как государства».
Пьер Бирнбаум утверждает, что в Париже демонстранты из Северной Африки также выкрикивали «смерть евреям, смерть Израилю».

## Оценки
Джоэл Фишман предполагает, что «целью делегитимизации на международном уровне является изоляция намеченной жертвы от сообщества наций как прелюдия к её падению и окончательному уничтожению».
Ирвин Котлер ввёл термин «геноцидный антисемитизм» для описания публичных призывов и подстрекательств к уничтожению Израиля, который, по его словам, включает официальное поощрение антиизраильских настроений в Иране Ахмадинежада; идеологии таких палестинских исламистских организаций, как ХАМАС, Палестинский исламский джихад, «Хезболла» и «Аль-Каида», которые выступали за уничтожение Израиля или одобряли террористические акты для достижения этой цели; а также религиозные фетвы и смертные приговоры, которые формулируют геноцидные призывы против израильтян как религиозные обязанности или изображают Израиль как коллективного врага.
Тарик Аль-Хомайед считает, что лозунг «смерть Израилю» в арабском мире утратил свою функцию, и заключение примирительных соглашений между арабскими странами региона и Израилем является доказательством этого утверждения.

### Противники
Никки Хейли, бывший представитель США в Организации Объединённых Наций, в твите назвала этот лозунг, наряду с лозунгом «смерть Америке», причиной для противодействия Ирану. Она считает, что Иран ищет ядерное оружие и стремится реализовать эти два лозунга. Акрам Мекнес, один из арабских писателей, считает лозунг «смерть Израилю» эрозивным лозунгом, который в наши дни не убеждает даже детей и утратил свою эффективность. Карим Саджадпур считает лозунг «смерть Америке», наряду со «смертью Израилю», а также хиджаб, главными основами идеологии Исламской Республики Иран, которые остаются для них в 2020-х годах. Биньямин Нетаньяху, ссылаясь на этот лозунг, считает его доказательством радикальной атмосферы, царящей в Иране.

### Сторонники
Сайт Islam Quest заявляет, что этот лозунг допустим из-за «тирании израильского правительства». Али аль-Бухайти, бывший представитель и официальное медиа-лицо хуситов, заявил: «Мы на самом деле не желаем чьей-либо смерти. Этот лозунг направлен только против вмешательства этих правительств [то есть США и Израиля]». Али Хаменеи считал этот лозунг «лозунгом иранской нации». Масуд Джазаери, представитель иранских вооружённых сил, также заявил в интервью, что: «Крики „смерть Америке“, „смерть Англии“, „смерть Израилю“ и так далее, не возникли в одночасье, чтобы по той или иной причине их следовало бы исключить из политического дискурса наций, пострадавших от империализма, высокомерия и режимов господства».

## Галерея
- Церемония парада вооружённых в Тегеране (2008)
- Церемония парада вооружённых в Тегеране (2016)
- Церемония парада вооружённых в Тегеране (2017)
- Церемония парада вооружённых в Тегеране (2018)
- Церемония парада вооружённых в Тегеране (2019)
- Церемония парада вооружённых в Тегеране (2022)

### Комментарии
1. ↑  «Хезболла» признана террористической организацией в Австралии, Австрии, Аргентине, Великобритании, Гватемале, Германии, Гондурасе, Израиле, Канаде, Колумбии, Литве, Нидерландах, Парагвае, Сербии, Словении, США, Чехии, Швейцарии, Эстонии. Военное крыло «Хезболлы» также признано террористической организацией в Европейском союзе, Новой Зеландии, Республике Косово и Франции.
2. ↑  Хуситы признаны террористической организацией в Израиле, в части Йемена, не находящейся под их контролем, а также в Канаде, Малайзии, ОАЭ, Саудовской Аравии и США.